# Школа негідників
«Школа негідників» (англ. School for Scoundrels) — американська кінокомедія, ремейк англійського фільму «Школа негідників» 1960 року.

## Сюжет
Роджер, який працює охоронцем на одній з автостоянок Нью-Йорка, потерпає через комплекс неповноцінності. Для того, щоб покласти край своїй ваді, він записується на курси, на яких таємничий доктор Пі допомагає своїм клієнтам набути впевненості в собі й своїх силах. Поступово головний герой починає робити успіхи, він запрошує на побачення дівчину — Аманду, у яку був давно закоханий. Однак доктор  Пі починає втручатися у справи Роджера, всіляко намагаючись нашкодити йому, руйнуючи своє та його життя.

## В ролях
- Джон Хідер — Роджер, студент
- Біллі Боб Торнтон — доктор Пі
- Джасінда Барретт — Аманда, австралійська аспірантка
- Майкл Кларк Дункан — Лешер, помічник доктора Пі
- Сара Сільверман — Беккі, сусідка по кімнаті Аманди
- Бен Стіллер — Лонні, колишній студент доктора Пі
- Девід Кросс — Ян, колишній студент доктора Пі
- Метт Волш — Волш, студент
- Гораціо Санз — Дієго, студент
- Тодд Луїсо — Елі, студент
- Ден Фоґлер — Зак, колега по роботі Роджера
- Луїс Гузман — Сержант Мурхед, начальник Роджера
- Ді Рей Девіс — Бі-Бі, бандит, який вкрав взуття Роджера
- Джессіка Строуп — дружина Елі
- Джим Парсонс — однокласник
- Азіз Ансарі — однокласник